# 何塞·马里亚·贝拉斯科·伊瓦拉
何塞·马里亚·贝拉斯科·伊瓦拉（西班牙語：José María Velasco Ibarra，1893年—1979年）是厄瓜多尔律师，曾五度擔任總統（1934—1935年、1944—1947年、1952—1956年、1960—1961年、1968—1972年）。
他生于基多。早年学习法学，曾在厄瓜多尔、阿根廷等国任法学教授，并先后任厄瓜多尔议会议长和基多的检察官。未参加任何党派。从1934年起贝拉斯科·伊瓦拉任总统五次，三次被军事政变推翻，流亡国外。1972年吉列尔莫·罗德里格斯·拉腊发动军事政变，他被迫下野，流亡阿根廷，长居布宜诺斯艾利斯。1979年2月回国，8月在基多逝世。逝世後安葬於基多聖地牙哥墓園（Cementerio de San Diego -- Quito）。